# Metropolie Singapur
Metropolie singapurská a jihoasijská je jedna z metropolií Konstantinopolského patriarchátu.

## Historie
Metropolie byla zřízena 9. ledna 2008 oddělením od metropolie Hongkong a Jihovýchodní Asie. Do nové metropolie bylo včleněno 11 států; Singapur, Indonésie, Indie, Pákistán, Malajsie, Bangladéš, Afghánistán, Srí Lanka, Nepál, Bhútán a Maledivy.
Na začátku roku 2012 měla eparchie 38 farností a 22 duchovních.

## Seznam metropolitů
- - 2008–2011 Nektarios (Tsilis) dočasný správce
- od 2011 Konstantinos (Tsilis)